# Priapichthys nigroventralis
Priapichthys nigroventralis är en fiskart som först beskrevs av Eigenmann och Arthur Wilbur Henn 1912.  Priapichthys nigroventralis ingår i släktet Priapichthys och familjen Poeciliidae. Inga underarter finns listade i Catalogue of Life.